# 크리스토페르 은쿤쿠
크리스토퍼 알란 은쿤쿠(프랑스어: Christopher Alan Nkunku, 1997년 11월 14일 ~ )는 프랑스의 축구 선수로 포지션은 공격수이다. 현재 잉글랜드 프리미어리그의 첼시 소속이다.

## 클럽 경력
2015년 12월 8일 샤흐타르 도네츠크와의 UEFA 챔피언스리그 경기에서 87분 루카스 모우라와 교체되며 프로 데뷔전을 치렀다.
2019년 7월 17일 RB 라이프치히는 은쿤쿠와 5년 계약을 맺었음을 발표했다.
2023년 7월, 60m의 이적료로 첼시로 이적했다.

## 국제 경력
은쿤쿠는 프랑스에서 태어났으며 콩고 민주 공화국 출신이다. 그는 프랑스 청소년 국가대표팀 소속으로 U-16, U-19, U-20 및 U-21에서 활약했다. 그는 2017 FIFA U-20 월드컵에서 U-20 대표팀 소속으로 세 경기에 출전했다.
은쿤쿠는 2022년 3월 25일과 29일 각각 코트디부아르 및 남아프리카 공화국과의 친선 경기를 위해 처음으로 프랑스 축구 국가대표팀에 소집되었다. 그는 코트디부아르와의 경기에서 선발 출전하며 데뷔전을 치렀다. 2022년 11월 9일, 그는 카타르에서 열리는 2022년 FIFA 월드컵을 위해 프랑스의 25인 명단에 포함되었다. 11월 15일, 그는 INF 클레르퐁텐에서 에두아르도 카마빙가와의 훈련 중 충돌로 인해 무릎 부상을 입었고, 이로 인해 대회에 출전하지 못하게 되었다.
2024년 10월 10일, 그는 이스라엘과의 원정 경기에서 첫 국가대표팀 골을 기록하며 1-4 승리를 이끌었다.

## 경력 통계
| 클럽          | 시즌    | 리그 | 리그 | 컵   | 컵   | 리그컵 | 리그컵 | 대륙 | 대륙 | 기타 | 기타 | 합계 | 합계 |
| 클럽          | 시즌    | 경기 | 득점 | 경기 | 득점 | 경기   | 득점   | 경기 | 득점 | 경기 | 득점 | 경기 | 득점 |
| ------------- | ------- | ---- | ---- | ---- | ---- | ------ | ------ | ---- | ---- | ---- | ---- | ---- | ---- |
| 파리 생제르맹 | 2015-16 | 5    | 0    |      |      |        |        | 1    | 0    |      |      | 6    | 0    |
| 파리 생제르맹 | 2016-17 | 8    | 1    | 4    | 1    | 3      | 0      | 1    | 0    |      |      | 16   | 2    |
| 파리 생제르맹 | 2017-18 | 20   | 4    | 3    | 1    | 3      | 0      |      |      | 1    | 0    | 27   | 5    |
| 파리 생제르맹 | 2018-19 | 22   | 3    | 5    | 0    | 1      | 0      |      |      | 1    | 1    | 29   | 4    |
| 파리 생제르맹 | 합계    | 55   | 8    | 12   | 2    | 7      | 0      | 2    | 0    | 2    | 1    | 78   | 11   |
| RB 라이프치히 | 2019-20 | 19   | 4    | 3    | 0    |        |        | 5    | 0    |      |      | 27   | 4    |
| RB 라이프치히 | 2020-21 | 28   | 6    | 5    | 0    |        |        | 7    | 1    |      |      | 40   | 7    |
| RB 라이프치히 | 2021-22 | 34   | 20   | 6    | 4    |        |        | 12   | 11   |      |      | 52   | 35   |
| RB 라이프치히 | 2022-23 | 25   | 16   | 3    | 3    |        |        | 7    | 3    | 1    | 1    | 36   | 23   |
| RB 라이프치히 | 합계    | 201  | 60   | 29   | 9    | 7      | 0      | 37   | 15   | 3    | 2    | 277  | 86   |
| 첼시          | 2023-24 | 11   | 3    | 1    | 0    | 2      | 0      |      |      |      |      | 14   | 3    |
| 첼시          | 2024-25 | 27   | 3    | 2    | 1    | 2      | 3      | 11   | 7    | 6    | 1    | 48   | 15   |
| 첼시          | 합계    | 38   | 9    | 3    | 1    | 4      | 3      | 11   | 7    | 6    | 1    | 62   | 18   |

## 수상

#### 파리 생제르맹
- 리그 1: 2015-16, 2017-18[13], 2018-19[14]
- 쿠프 드 프랑스: 2016-17, 2017–18
- 쿠프 드 라 리그: 2016–17, 2017–18
- 트로페 데 샹피옹: 2017, 2018[15]

#### 라이프치히
- DFB 포칼: 2021-22, 2022-23

#### 첼시
- UEFA 컨퍼런스 리그 : 2024-25
- FIFA 클럽 월드컵 : 2025

### 개인
- VDV 올해의 선수[16] : 2021-22
- VDV 올해의 팀[16] : 2021-22
- 분데스리가 올해의 선수[17] : 2021-22
- 분데스리가 올해의 팀[17] : 2021-22
- 분데스리가 득점왕 : 2022-23
- 분데스리가 이 달의 선수 4회
- 키커 분데스리가 시즌의 팀 : 2021–22, 2022–23
- UEFA 유로파리그 시즌의 스쿼드 : 2021-22
- 독일 축구 올해의 선수 : 2022